# Памятник Александру Таманяну (Ереван)
Памятник Александру Таманяну, расположенный в центре Еревана, перед комплексом Каскад, был установлен в 1974 году. Авторы памятника — скульптор Арташес Овсепян и архитектор Седа Петросян. Он включен в список исторических и культурных памятников административного района Кентрон Еревана.

## Описание
Памятник установлен на оси спроектированного Таманяном оперного театра в начале названой его именем улицы-бульвара. Он органично вписывается в окружающую застройку. Пятиметровая базальтова фигура Таманяна, выполненная в монументальных формах, стоит на гранитном постаменте. Зодчий изображён облокотившимся на длинный прямоугольный каменный блок, стоящий на двух небольших блоках. По словам скульптора памятника, «левый камень — это старая архитектура, правый — новая, а великий архитектор перекидывает мост между этими двумя периодами и с его помощью создаёт новейшую архитектуру и творит нашу столицу».
На гранитном постаменте высечены имя архитектора и национальный армянский орнамент. В правом углу постамента памятника нарисован план Еревана, рядом с которым выгравирована следующая строка Егише Чаренца о Таманяне: «Он видел, наверное, солнечный город». Постамент покоится на базальтовой площадке с широкими ступенями.

## Галерея

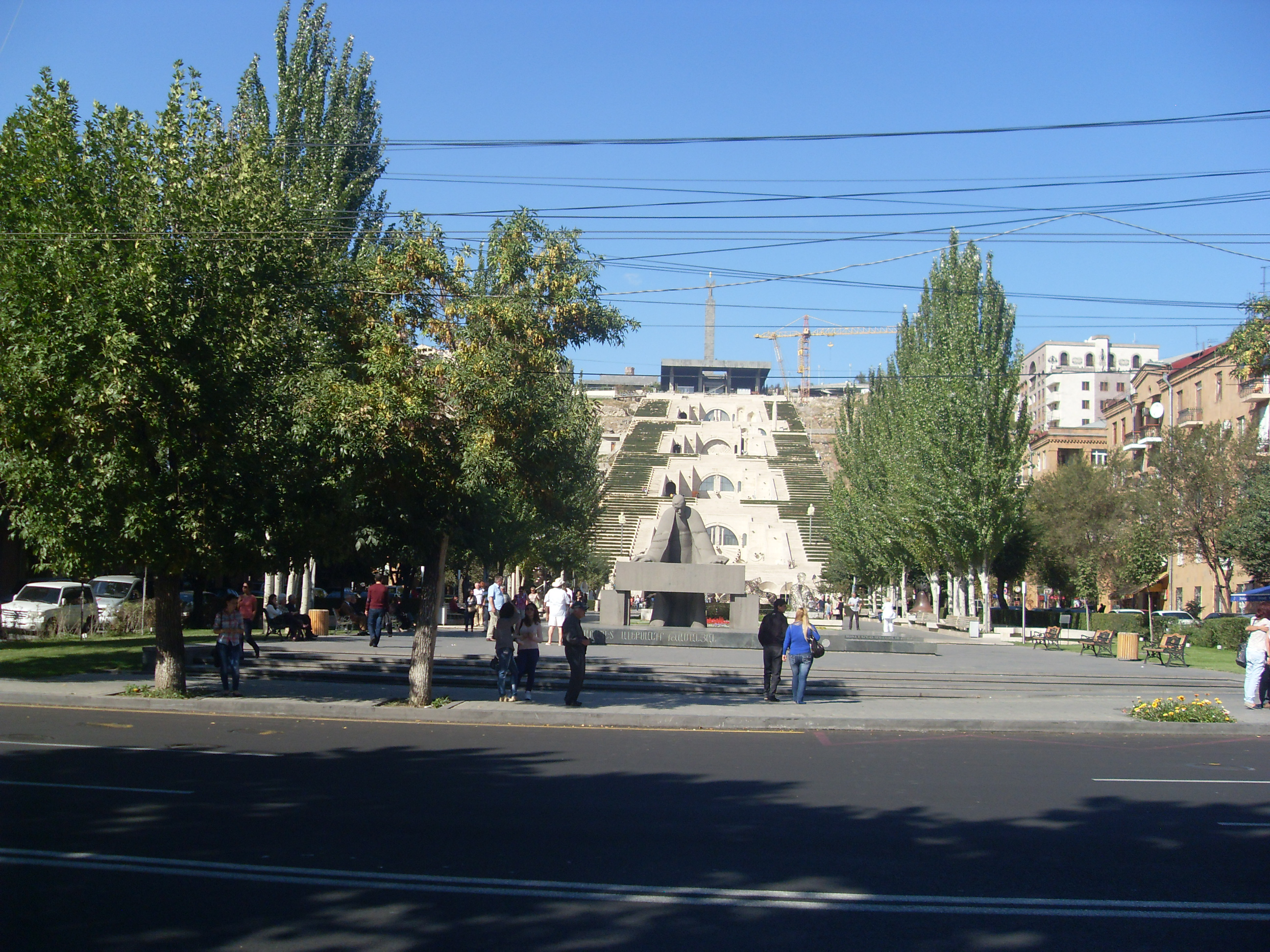
Памятник Александр Таманяну и Каскад
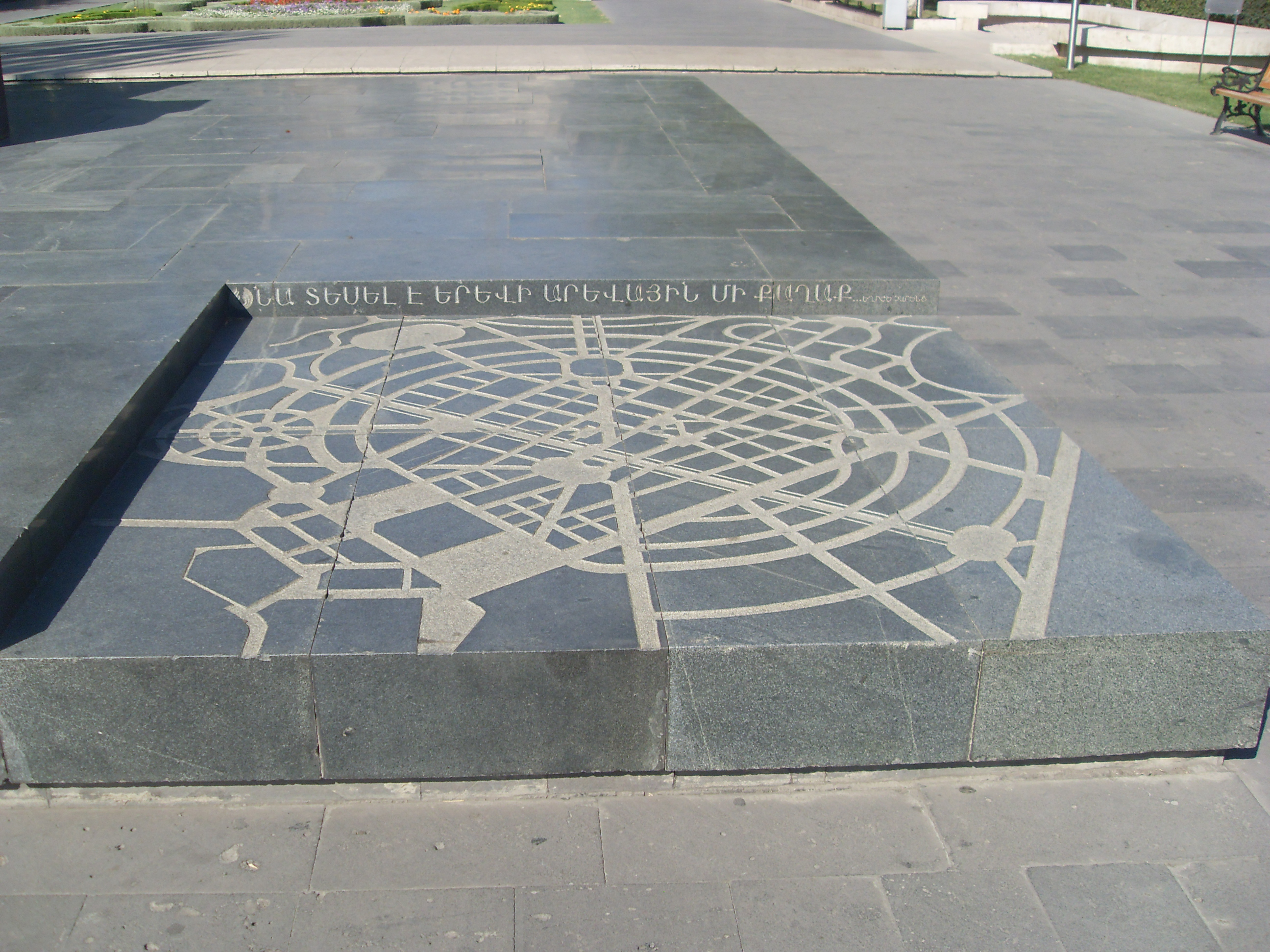
План Еревана
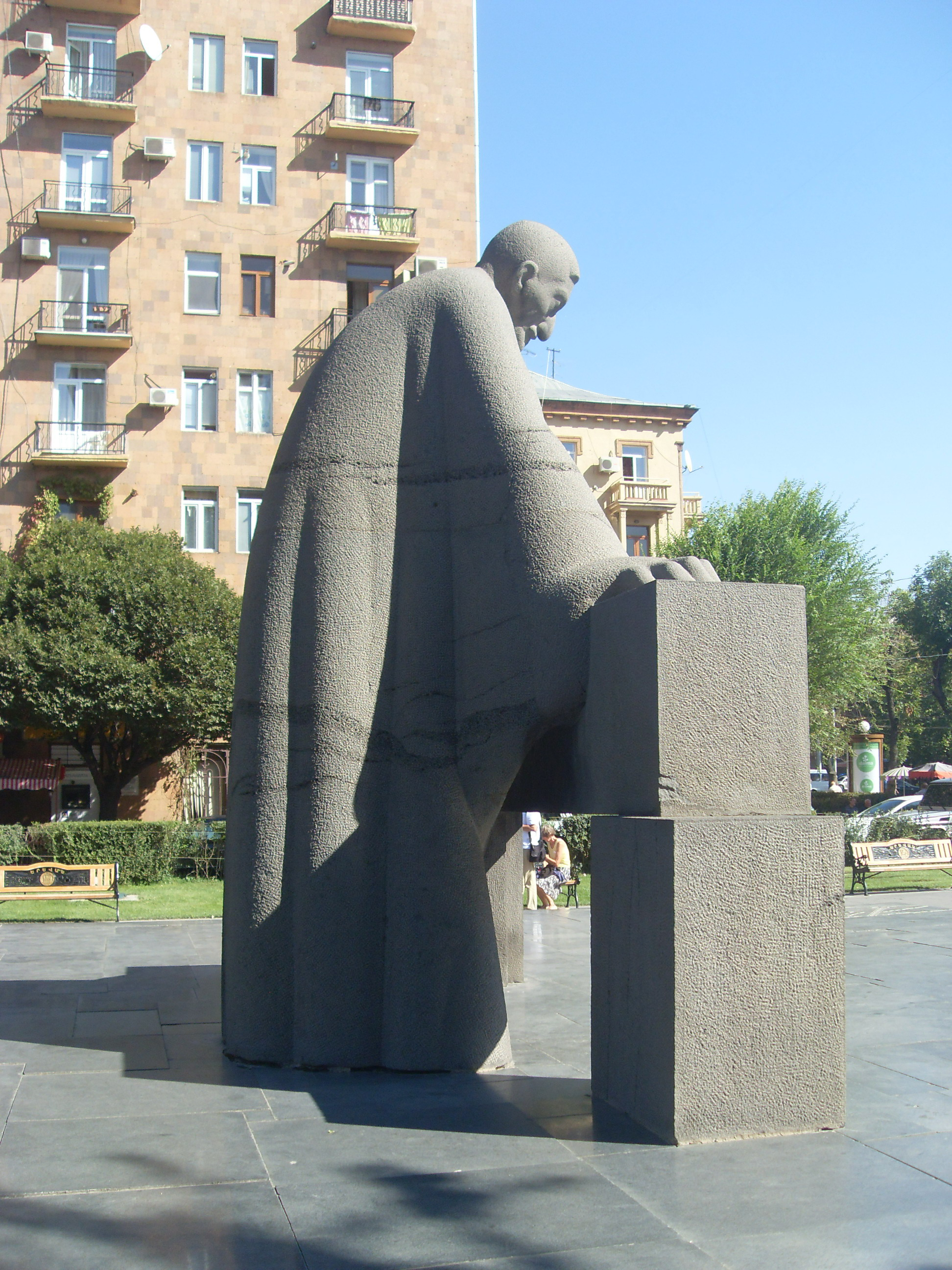
Памятник Александру Таманяну. Вид со стороны
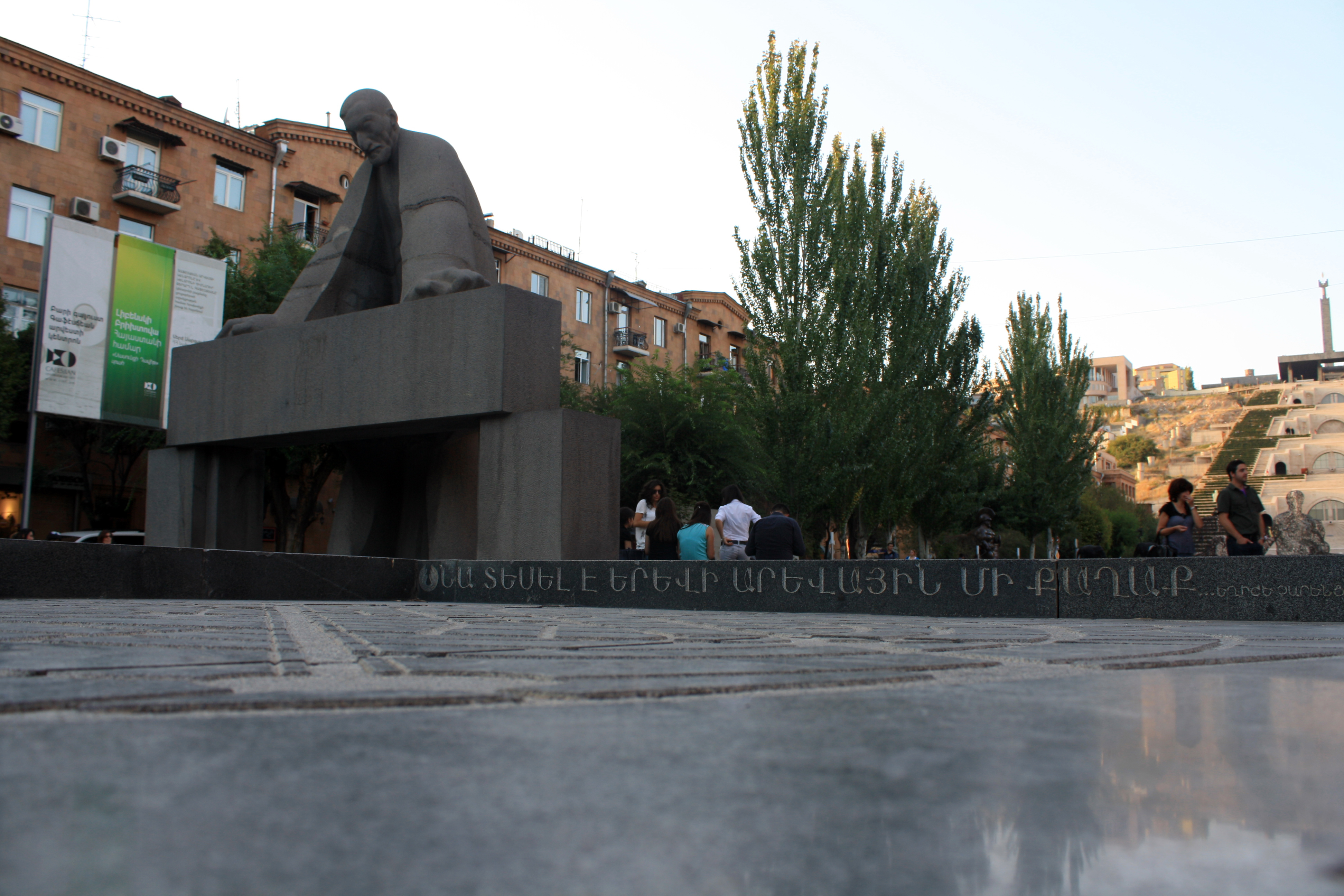
Он видел, наверное, солнечный городЕгише Чаренц
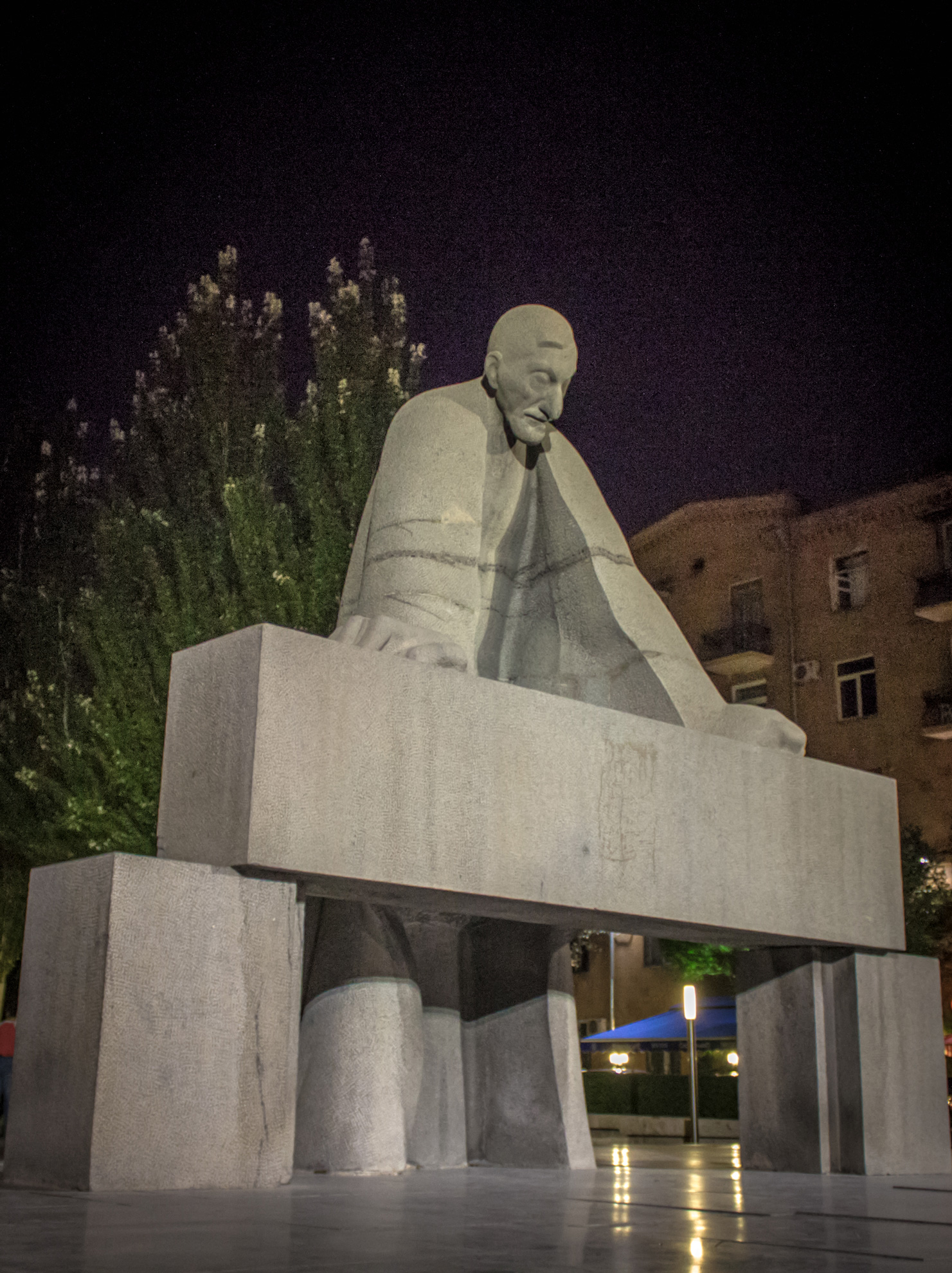
Памятник Александру Таманяну вечером
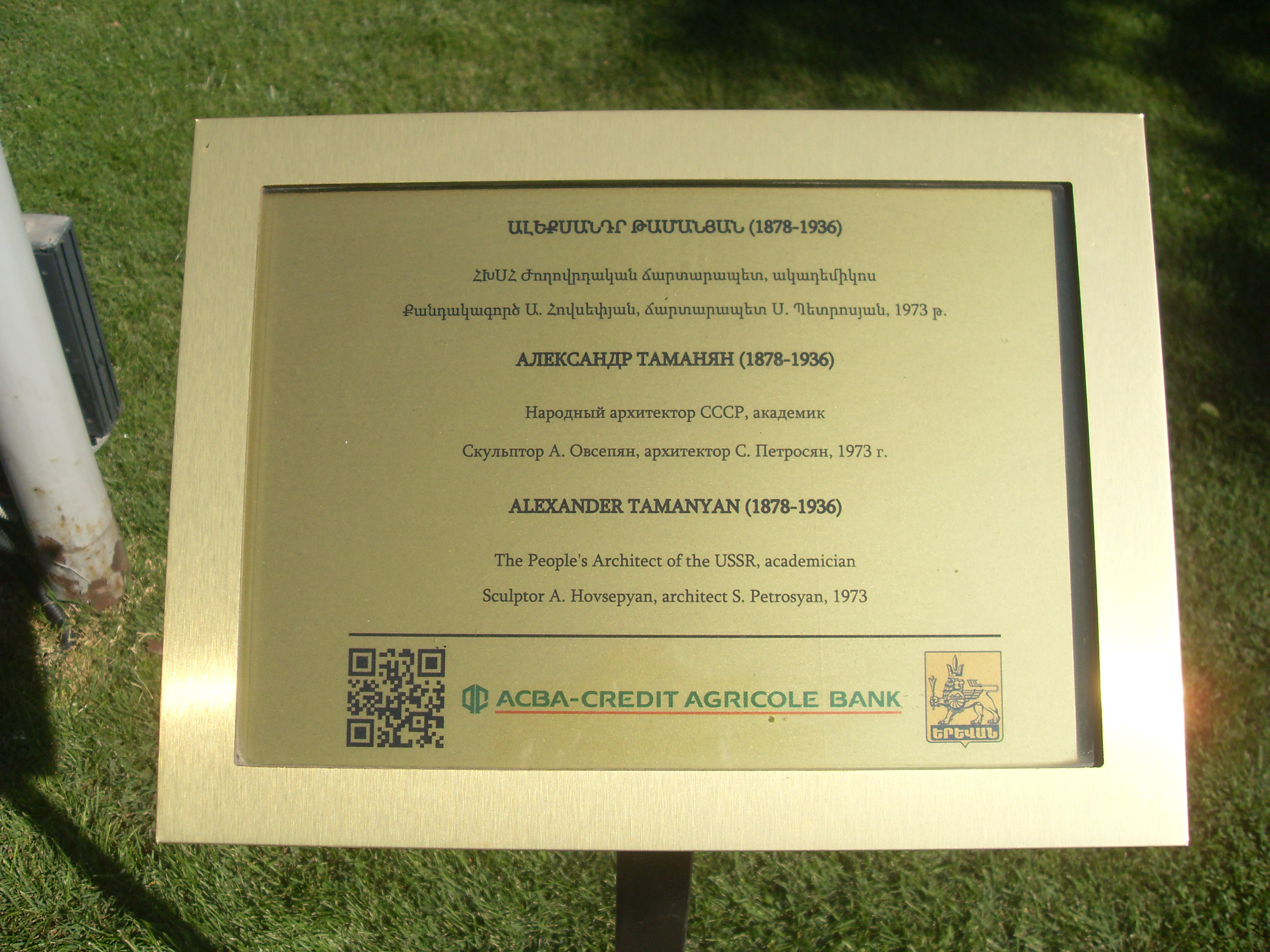
Доска-путеводитель по QR-коду, установленная перед памятником Александру Таманяну